# 2139 Makharadze
Makharadze (asteróide 2139) é um asteróide da cintura principal, a 1,9990254 UA. Possui uma excentricidade de 0,1878455 e um período orbital de 1 410,46 dias (3,86 anos).
Makharadze tem uma velocidade orbital média de 18,98466359 km/s e uma inclinação de 2,18498º.
Esse asteróide foi descoberto em 30 de Junho de 1970 por Tamara Smirnova.